# Coprosma crassifolia
Coprosma crassifolia är en måreväxtart som beskrevs av John William Colenso. Coprosma crassifolia ingår i släktet Coprosma och familjen måreväxter. Inga underarter finns listade i Catalogue of Life.